# مقاطعة ماكيت
مقاطعة ماكيت هي مقاطعة في منطقة سنجان الأويغورية ذاتية الحكم، وتدار ضمن ولاية كاشغر، مساحتها 10,927 كيلومتر مربع (4,219 ميل2). ووفقًا لتعداد عام 2002 يبلغ عدد سكانها 220،000.